# Marco Enrico Bossi
Marco Enrico Bossi (Salò (Llombardia), 25 d'abril, 1861 - morí a l'Oceà Atlàntic, 20 de febrer, 1925) va ser un compositor i organista italià.

## Biografia
Pertany a una famosa família d'organistes, Bossi va néixer a Salò (a la vora del llac de Garda). Va assistir a l'institut de música de Bolonya durant dos anys (1871-1873), mentre que va estudiar els vuit següents al Conservatori de Milà.
Tanmateix, la dècada d'estudis no va conduir a l'obtenció del diploma d'orgue (les raons d'aquest fet es troben en els contrastos amb el mestre Polibio Fumagalli). Per tant, Bossi va haver d'acabar la seva formació a l'estranger, però mai va adquirir una titulació musical italiana.
Aviat va aconseguir un gran èxit, a Europa i al món: ja als divuit anys, de fet, va ser aplaudit a Londres i als Estats Units, a més a més va ser organista i mestre de capella a la catedral de Como (va tenir 2 nous orgues del constructor Bernasconi de Varese) i va ensenyar harmonia i composició d'orgue i orgue al Conservatori de Nàpols.
El 1883 va néixer el seu fill, Renzo Rinaldo Bossi, que es convertiria en compositor per dret propi.
Posteriorment va dirigir els instituts musicals de diverses ciutats: entre 1895 i 1902 a Venècia, de 1902 a 1911 a Bolonya, de 1916 a 1922 a la Santa Cecília de Roma.
Bossi va ser sens dubte una personalitat destacada en l'escena musical italiana (i internacional). A més de peces de concert, destaquen les seves composicions litúrgiques. El setembre de 2005 es va estrenar al Teatre Comunale de Bolonya el poema melodramàtic Malombra, en tres actes i pròleg. L'edició d'aquest treball ha estat editada pels musicòlegs Pierangelo Valtinoni, Francesco Erle i Marco Manzardo.
Entre les seves obres, que van tenir més èxit a altres països europeus, com Alemanya, que a Itàlia, destaquen The Wayfarer ("El caminant") interpretada a Mannheim el 1906, els oratoris Paradise Lost i Joan of Arc, els intermezzi simfònics de Goldoni i el Concert per a orgue i orquestra, la particular música de cambra de Santa Caterina da Siena.
Entre els seus alumnes recordem a Vera Gobbi Belcredi.
Va morir el 20 de febrer de 1925 d'una hemorràgia cerebral al vaixell francès De Grasse durant la travessia de l'Atlàntic de Nova York a Le Havre, tornant d'una gira triomfal als Estats Units.
Des del punt de vista compositiu, el seu estil es pot assimilar al romanticisme tardà liderat per Brahms. Bossi va destacar pel seu valent intent d'oferir també música instrumental, en un context ara dominat pel melodrama.

## Obres
Entre les composicions de Bossi:
Orgue i altres instruments
- Adagio en la bemoll major op. 84 per a violí i orgue
- Konzertstück en do menor op. 130 [1908], per a orgue. orquestra de corda, dues cornetes en si bemoll, trompeta en fa, dues trompes en fa, tres trombons, tuba baix, timbals i campana en do (o tamtam)
- Entrada Pontifícia op. 104 núm. 1 per a dos òrgans
- Monumental el Concert op. 100 en si bemoll menor per a orgue i orquestra. Aixafat per la crítica en la primera versió (en particular es va criticar la desafortunada tonalitat dels instruments de corda, i la manca de preponderància de l'orgue sobre la resta del conjunt), va ser reelaborat per Bossi i publicat amb un conjunt variat (Archi, quattro Corni), Timpani ed Organo ) i en la tonalitat de la menor.

Organo solo
- Ouverture per organo op. 3
- Intermezzo Tragico op. 10
- Scherzo in Fa maggiore op. 49 n 1
- Scherzo in Sol minore op. 49 n 2
- Inno Trionfale op. 53
- Res Severa Magnum Gaudium: Primera Suite de 4 peces per a orgue op. 54:
  - Preludio
  - Allegro moderato
  - Corale
  - Fuga
- 4 pezzi op. 59:
  - Toccata
  - Pastorale
  - Meditazione
  - Offertorio
- Prima Sonata in re minore op. 60
- Fuga sul tema Feda a Bach op. 62
- Fantaisie op. 64
- Marcia di Processione op. 68
- 6 pezzi op. 70:
  - Prélude
  - Musette
  - Choral
  - Scherzo
  - Cantabile
  - Alleluja Final
- Seconda Sonata op. 71
- Marche héroïque op. 72
- 3 pezzi op. 74:
  - Preghiera
  - Siciliana
  - Offertorio
- Westminster Abbey. Hymne of Glory/Hymne de Gloire op. 76 für Orgel solo oder Orgel und Chöre
- Studio Sinfonico op. 78
- 3 pezzi op. 92:
  - Chant du soir
  - Idylle
  - Allegretto
- 2 pezzi op. 94:
  - Élevation
  - Noël
- 3 Stücke op. 97
  - Andante con moto
  - Aspiration
  - Grand Chœur
- 5 pezzi op. 104:
  - Entrée Pontificale do maggiore
  - Ave Maria Fa maggiore
  - Offertoire re minore
  - Résignation sol maggiore
  - Rédemption do maggiore
- Savoya-Petrovich. Marcia Nuziale/Hochzeits-Marsch op. 110 Nr. 4
- 5 pezzi op. 113:
  - Offertorio
  - Graduale
  - Canzoncina a Maria Vergine
  - In memoriam
  - Laudate Dominum
- Tema e Variazioni op. 115
- 10 composizioni op. 118:
  - Preludio
  - Fughetta
  - Pastorale
  - Angelus à 3
  - Toccata di Concerto
  - Melodia
  - Invocazione
  - Marcia festiva
  - Intermezzo à 3
  - Finale
- Coprifuoco op. 127 Nr. 3
- Pièce héroïque in re minore op. 128
- Konzertstück in do minore op. 130
- 5 pezzi in stile libero op. 132:
  - Legende Leggenda
  - Trauerzug Corteggio funebre
  - Ländliche Szene Scena pastorale
  - Stunde der Weihe Hora mystica
  - Stunde der Freude Hora gaudiosa
- Improvisation op. 134 Nr. 2
- 3 Momenti francescani op. 140:
  - Fervore
  - Colloquio colle rondini
  - Beatitudine
- Meditazione in una Cattedrale op. 144
- 2 Morceaux caractéristiques senza numero d'Opus:
  - Preghiera. Fatemi la grazia
  - Marcia dei Bardi
- Intermezzo líric en la bemoll major sense número d'Opus
- Flora mística sense número d'Opus
- Postludi en mi menor sense número d'Opus
- Ave Maria sense número d'Opus
- Scherzo (tercer moviment de la Simfonia Temàtica) sense número d'Opus
- Rapsòdia sense número d'Opus

És autor juntament amb Giovanni Tebaldini de l'èxit d'estudi del mètode per a l'orgue modern (Milà, 1894), la primera gran obra italiana en el camp de l'ensenyament de l'orgue inspirada en la cultura del moviment cecilià.
Carrara de Bèrgam ha publicat darrerament les obres completes per a orgue de Bossi en 10 volums. Mentre diversos organistes estan enregistrant les obres completes: Andrea Macinanti per Tactus a Bolonya; Maija Lehtonen per al segell alemany MDG.